# 平井村 (東京都)
平井村（ひらいむら）は、東京都の西部、西多摩郡に属していた村。

## 地理
現在の日の出町の東部に位置する。
- 河川：平井川

## 歴史

### 沿革
- 1889年（明治22年）4月1日 - 町村制施行により、平井村は単独で村制施行し神奈川県西多摩郡平井村が成立。
- 1893年（明治26年）4月1日 - 西多摩郡が南多摩郡、北多摩郡と共に東京府へ編入。
- 1943年（昭和18年）7月1日 - 東京都制施行。（東京府廃止。）
- 1955年（昭和30年）6月1日 - 平井村は大久野村と合併し日の出村が発足。平井村は消滅。

変遷表
| 1868年 以前 | 1868年 以前 | 明治 初年頃 | 明治22年 4月1日 | 昭和30年 6月1日 | 昭和47年 5月5日 | 現在     |
| ----------- | ----------- | ----------- | --------------- | --------------- | --------------- | -------- |
|             | 上平井村    | 平井村      | 平井村          | 日の出村        | 町制            | 日の出町 |
|             | 中平井村    | 平井村      | 平井村          | 日の出村        | 町制            | 日の出町 |
|             | 下平井村    | 平井村      | 平井村          | 日の出村        | 町制            | 日の出町 |

## 人口
総数 [単位： 人]
| 1937年（昭和12年） | 2,333 |

## 行政
歴代村長
- 森田幸三　1921年6月 - 1928年5月
- 森田昌一郎　1928年6月 - 1942年8月
- 森田金太郎　1942年8月 - 1947年4月
- 萩原義雄　1947年4月 - 1955年5月